# Planet of the Ood
"Planet of the Ood" (intitulado "Planeta dos Ood" no Brasil) é o terceiro episódio da quarta temporada da série de ficção científica britânica Doctor Who, transmitido originalmente através da BBC One em 19 de abril de 2008. Foi escrito por Keith Temple e dirigido por Graeme Harper. Apresenta o retorno dos Ood, uma raça que apareceu nos episódios da segunda temporada "The Impossible Planet" e "The Satan Pit".
No episódio, ambientado no planeta Ood-Esfera no ano 4126, o alienígena viajante do tempo conhecido como o Doutor (David Tennant) e sua acompanhante Donna Noble (Catherine Tate) investigam as Operações Ood, uma empresa que vende os Ood como uma raça escrava por toda a galáxia. procurando descobrir por que eles dizem que estão felizes em servir seus senhores. Ao acharem um grupo de Ood não processados, os dois ficam horrorizados com as alterações realizadas neles e resolvem libertá-los.
"Planet of the Ood" foi assistido por 7,5 milhões de espectadores no Reino Unido e foi bem recebido por seu tema central sobre a escravidão.

## Enredo
O Doutor pousa a TARDIS no planeta Ood-Esfera no ano 4126 e logo encontram um Ood moribundo, que antes de morrer, fica com os olhos vermelhos. O fenômeno dos "olhos vermelhos" tem afetado outros Ood no planeta, com várias pessoas sendo mortas eletrocutadas pelas esferas de tradução deles. O Doutor e Donna então encontram um complexo industrial controlado pelas Operações Ood, que tem os vendido como uma raça escrava por 200 anos. Donna se simpatiza com eles e fica horrorizada com o status deles como escravos, enquanto o Doutor nota que nenhuma espécie poderia evoluir naturalmente para servir outra. Os dois viajam pelo complexo e encontram um lote de Oods não processados, onde descobrem que eles tem parte de seu cérebro, que eles carregam em suas mãos, lobotomizado e substituído pela esfera de tradução para torná-los subservientes.
O Doutor e Donna são capturados pela força de segurança e pouco depois, os Ood começam uma revolução em massa, e o complexo é evacuado. O Doutor segue o CEO da empresa, Klineman Halpen, até um armazém trancado que contém um grande cérebro, que completa a consciência coletiva dos Ood. O controle do cérebro é limitado por um círculo de torres que emitem um campo de força. Halpen planeja matar o cérebro, e por extensão, todos os Ood, mas é impedido por um esforço conjunto entre o Doutor, Donna, o Dr. Ryder e o Ood pessoal de Halpen, Ood Sigma; Ryder, um ativista dos "Amigos dos Ood", havia diminuído o campo telepático gradualmente ao longo de dez anos, enquanto Ood Sigma usava a medicação para queda de cabelo de Halpen para convertê-lo lentamente em um Ood.
O Doutor encerra o círculo, libertando os Ood e permitindo que todos se reúnam em um coletivo telepático. Antes de partir, Ood Sigma promete incluir o Doutor e Donna na canção dos Ood e honrar seus nomes para sempre, mas comenta que a canção do Doutor acabará em breve.

### Continuidade
O fenômeno dos olhos vermelhos nos Ood é um sintoma de que eles estão possuídos. Em "The Impossible Planet" e "The Satan Pit" eles estavam sob o controle da Besta. Neste episódio, o olho vermelho foi causado pelo elo telepático entre os Ood e o Cérebro Ood.
A Ood-Esfera está no mesmo sistema planetário que a Senso-Esfera, o local em que o serial The Sensorites de 1964 é ambientado; os Sensorites e Ood são visualmente e mentalmente semelhantes.

## Produção
Queríamos saber mais sobre a história dos Ood. Desta vez, eles são o centro do show. A história é sobre eles. Por que eles são o que são. O que os torna assim.

Keith Temple
O episódio foi escrito por Keith Temple e dirigido por Graeme Harper. O produtor executivo Russell T Davies havia previsto o retorno dos Ood porque sua aparição anterior na história de duas partes "The Impossible Planet" e "The Satan Pit" em 2006 foi ofuscada pela aparição do Diabo. Davies posteriormente forneceu a Temple um resumo do episódio que incluía o termo "planeta de gelo" e uma trama com um negócio que vendia os Ood como mercadoria. Os rascunhos do episódio de Temple foram descritos como "muito sombrios" e "muito antiquado para Doctor Who"; Temple declarou no comentário do episódio que seu rascunho inicial era "um [serial] de seis partes de 45 minutos".

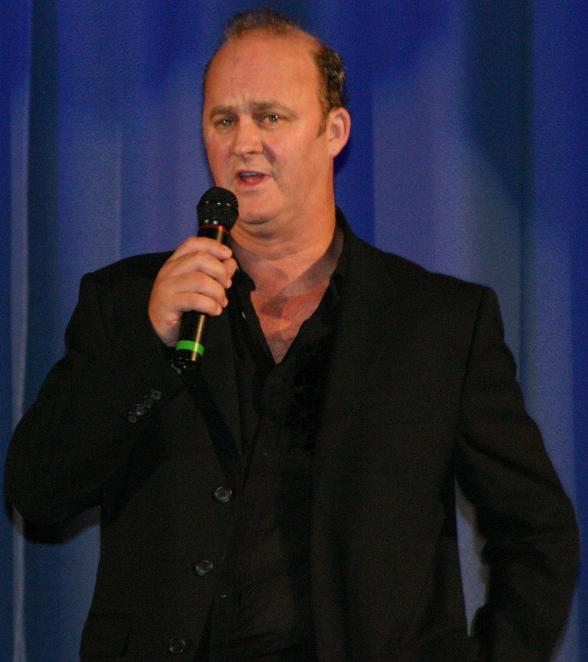
Tim McInnerny interpretou o vilão do episódio, Sr. Halpen.

Temple e Davies acharam que o episódio não foi um "reaparecimento engraçado" de um velho monstro; em vez disso, eles pensaram que havia "uma história real para contar". Temple enfatizou em seu roteiro que o Doutor se esqueceu dos Ood sob a sombra do Diabo em sua aparição anterior, e que o personagem precisava se livrar daquela falha. O roteiro também enfatizou a escravização dos Ood; Tanto Temple quanto o protagonista David Tennant comentaram que a existência de uma espécie nascida para servir era complicada, apresentando complicações com a teoria do "gene egoísta" de Richard Dawkins. O papel de Donna no episódio era humanizar ainda mais o Doutor, e sua opinião sobre os Ood mudando de seu desgosto inicial por sua aparência para empatia por eles foi importante para o episódio e o desenvolvimento de sua personagem. Susie Liggat citou o roteiro como parte da importância de Doctor Who, acreditando que a história sobre "povos oprimidos libertados" poderia ser aplicada nacional ou globalmente.
O antagonista do episódio, Sr. Halpen, é interpretado por Tim McInnerny. Davies considerava seu personagem, "um chefe de departamento fora de controle", o vilão perfeito. Temple o descreveu como "narcisista", "orgulhoso" e "sem escrúpulos... sem sentimentalismo". McInnerny disse "É sempre bom interpretar um bastardo ... Estou feliz que Halpen seja um bastardo tridimensional! Isso o torna interessante!". Temple resumiu Halpen em uma cena em que ele mata um trabalhador do grupo ativista "Amigos dos Ood"; Davies e Tennant pensaram que seu final "nojento" e " gótico ao estilo Edgar Allan Poe" não teria sido merecido de outra forma.
As filmagens do episódio ocorreram em agosto de 2007. As cenas externas de abertura e encerramento foram filmadas em Trefil Quarry, nos arredores de Tredegar, com vista para Brecon Beacons. Trefil foi usado várias vezes, inclusive durante a adaptação cinematográfica de The Hitchhiker's Guide to the Galaxy. As cenas externas do complexo foram filmadas na Aberthaw Cement Works e as cenas na "fazenda de baterias" foram filmadas em um hangar no MOD Saint Athan. Imagens geradas por computador foram usadas com moderação na produção; a neve era neve de papel aderida por água e as cabeças dos Ood continham animatrônicos complexos. McInnerny usou uma máscara protética com duas camadas para sua cena de transformação, embora quando a cena teve que ser refeita e McInnerny não estava disponível, o técnico da equipe de produção, Peter Chester, forneceu captura de movimento para o perfil gerado por computador dos apêndices saindo de sua boca quando isso precisou ser refilmado.

## Recepção
"Planet of the Ood" foi o programa mais assistido em seu horário, com 7,5 milhões de espectadores. O episódio foi o segundo programa mais assistido do dia, superado por Britain's Got Talent, e foi o décimo segundo programa mais assistido da semana. O Índice de Apreciação do público para o episódio foi de 87, considerado Excelente.
Scott Matthewman, escrevendo para o The Stage, fez uma crítica mista do episódio. Ele pensou que "provavelmente a única surpresa na forma como os humanos que compunham a Corporação Ood foram apresentados veio quando Solana (Ayesha Dharker) escapou com o Doutor e Donna, apenas para depois traí-los chamando os guardas", e "a revelação de que Ryder (Adrian Rawlins) estava trabalhado para se infiltrar na Corporação e eles o jogam por cima da grade... assim que a revelação foi descoberta." No entanto, ele pensou que Donna estava "rapidamente se tornando... uma das acompanhantes mais fortes e definidas na história da série", e que "há algumas boas interpretações do desenvolvimento natural dos Ood." Caitlin Moran do The Times achou o episódio "muito, muito bom... aquele que deixará você grudado na tela e perguntando, repetidamente: 'Como algo tão bom pode estar acontecendo tão cedo em uma noite de sábado, na minha própria sala de estar?'" Ela adorou a cena em que o Doutor e Donna falam sobre escravos na cultura contemporânea, dizendo que Tate "realmente não é tão ruim quando diz 'Nós não temos escravos'". Ben Rawson-Jones do Digital Spy deu ao episódio cinco estrelas de cinco. Ele abriu sua crítica dizendo que "Doctor Who pode ocasionalmente transcender as propriedades de um mero programa de televisão familiar para se elevar e dar aos espectadores uma epifania comovente e bonita e uma maior noção do mundo que habitam", citando a reação de Donna ao ver o Ood não processado como o momento emocional do episódio. Ele achou que o episódio como um todo "exemplifica o quão poderoso e emotivo Doctor Who pode ser quando a escrita, a direção e a performance são harmoniosas e completam seu próprio círculo semelhante aos Ood", e gostou da atuação. A única falha do episódio foi quando Donna disse "Por que você diz 'senhorita'? Eu pareço solteira?", mas foi de outra forma "um exame extremamente impressionante e contemplativo da natureza abominável da humanidade".

## Romantização
Uma romantização desta história, escrita por Keith Temple, foi anunciada em 19 de janeiro de 2023, com lançamento previsto para 13 julho do mesmo ano.